# Schloss Thürnthal

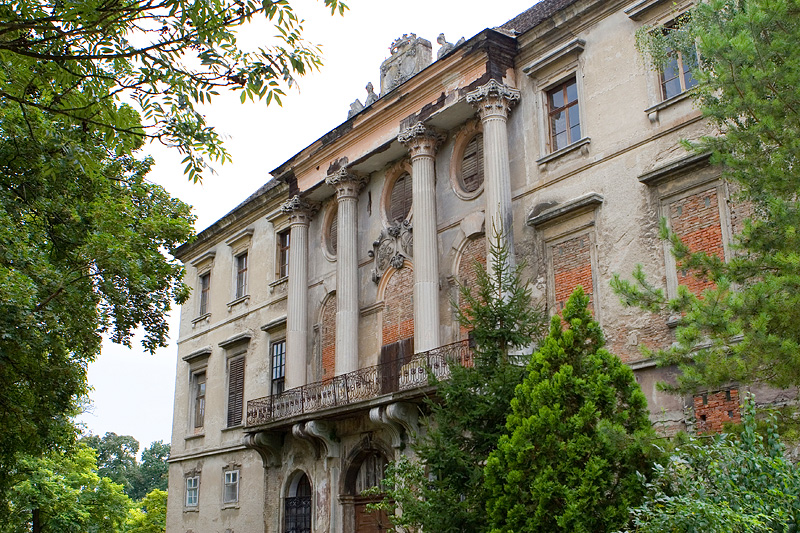
Schloss Thürnthal, Ostfront mit Mittelrisalit

Schloss Thürnthal ist ein barock-klassizistischer Bau in der niederösterreichischen Gemeinde Fels am Wagram. Seine Architektur ist eine Mischung aus hochbarocken Formen und klassisch-antiken Stilelementen, was an den rund fünfzig Jahre später verbreiteten Klassizismus erinnert.

## Architektur

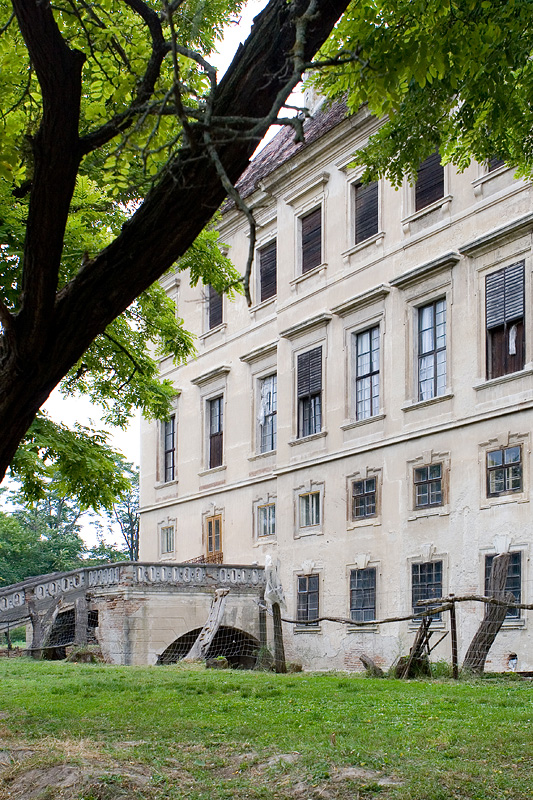
Schloss Thürnthal, Südfront mit Altane

Der viergeschoßig angelegte Bau ist von einem trockengefallenen Wassergraben umgeben. Durch das dreischiffige Foyer betritt man den Hof, dessen Ecken halbrund vorgebaut sind. Gegenüber liegt die Schlosskapelle mit einer Ausstattung aus Marmor und einer Kopie des Bildnisses Mariae Verkündigung von Franz Anton Maulbertsch (1724–1796). Das Original befindet sich in der Österreichischen Galerie des Barockmuseums im Schloss Belvedere in Wien.
Über der ehemaligen herrschaftlichen Wohnung im Mezzanin befinden sich die Prunkräume der Bel Etage, deren reichhaltige Stuckatur von Santino Bussi stammt. Der Festsaal ist als original barocke Baustelle erhalten, die Mauerauskragungen lassen noch die Üppigkeit der geplanten Marmorausstattung erahnen.
Das oberste Stockwerk war Gästen vorbehalten. Im Souterrain befinden sich noch Reste des abgebrannten Wasserschlosses aus der Renaissancezeit. Das Schloss hat viele unterschiedliche Säulen, Stiegenaufgänge und Zierelemente, die aus qualitativ sehr hochwertigem Sandstein aus Kaisersteinbruch sind. Vor der nach Osten gerichteten Hauptfront des Schlosses, zu der eine vierfache bestandene Lindenallee führt, liegt ein großes steinernes Bassin, ehemals mit Fontäne.
Die ausgedehnten Gartenanlagen sind nur noch in Resten vorhanden. Der große südliche Teil des Parks, der im englischen Stil angelegte „Wildpark“, wurde teilweise als Gehege genutzt, westlich lagen ausgedehnte Obst- und Gemüsegärten. Zum Wagram hin umrahmen Wirtschaftsgebäude die Anlage.

## Geschichte
Die urkundliche Erstnennung des Ortes Thürnthal erfolgte im Jahre 1288 mit Conrad von Turrenthal. Von der am Fuße des Wagrams gelegenen burgartigen Behausung, der „Veste Thürrenthal“, die zunächst aus Holz, später aus Stein gefertigt war, existierten heute nur noch einige Mauerteile. Der Name selbst weist auf die trockenen Lößtäler am Wagram („dürre Täler“) hin.
Hartmann von Trautmannsdorf beginnt 1575 neben dieser Burg ein Wasserschloss zu errichten, das unter Hofkammerpräsident Reichard Streun von Schwarzenau (1538–1600) aus dem niederösterreichischen Adelsgeschlecht derer von Strein (Streun) fertiggestellt wird. Das Schloss (Kupferstich von Georg Matthäus Vischer, 1672) wechselt mehrmals den Besitzer, bis es 1696 den Flammen zum Opfer fällt.
Adrian Wenzel Graf Enckevoirt (1660–1738), kaiserlicher Kämmerer und geheimer Rat, kauft 1698 das ausgebrannte Renaissanceschloss. Der italienischen Baumeister Domenico Martinelli (1650–1718) beginnt um 1700 den Bau der vierflügelige Anlage, in einer zweiten Bauphase ab 1720 übernimmt Joseph Emanuel Fischer von Erlach (1693–1742) die Bauführung und das Schloss wird barockisiert. Die Arbeiten am Deckenstuck werden durch den Hofstukkateur Santino Bussi (1664–1736) ausgeführt, seine mythologischen und allegorischen Stuckmotive sind von feinem Rankenwerk umgeben. Für die plastische Ausstattung wird der Bildhauer Lorenzo Mattielli (1687–1748) gewonnen. Der spätbarocke, klassizistische Entwurf bleibt unvollendet und Graf Enckevoirt stirbt 1738 ohne Nachkommen.
Obwohl die Baugeschichte des Schlosses erst unzureichend untersucht wurde und Archivalien kaum vorliegen, sehen Hellmut Lorenz (Universität Wien) und Georg Rizzi (Präsident des Bundesdenkmalamtes) einen ersten durchgreifenden Umbau um 1700, wobei die strenge, schmucklose Formensprache und die kräftig akzentuierten Fensterädikulen nicht zwingend auf die Planung durch Domenico Martinelli hinweist, jedenfalls aber auf jene kleinen Gruppe von Bauleuten, die von Martinellis Schaffen wesentliche Anregungen empfangen haben.
Archivalien sind leider nur für den Zeitraum von 1719 bis 1722 erhalten; sie melden erhebliche Materiallieferungen, die offenbar mit einer neuerlich großangelegten Bauphase in Zusammenhang stehen. Bereits 1721 wird Holz für den Dachstuhl vorbereitet und die Wohnung des Herrschaftsbesitzers hergerichtet, sodass die Arbeiten zu diesem Zeitpunkt offenbar schon recht weit gediehen waren.
Joseph Emanuel Fischer von Erlachs Eingreifen scheint in der Endphase dieser zweiten Bauphase „fliegend“ erfolgt zu sein. Vor allem aufgrund der Entsprechung des Thürnthaler Eingangsrisalits zur Michaelerfront der Wiener Hofburg (Planung von 1726) wird eine Verbindung zu Joseph Emanuel Fischer von Erlach als zwingend angesehen. Einiges spricht dafür, dass die Planung an der Michaelerfassade erst nach der Fertigstellung von Thürnthal begannen. Verlockend wäre es, an eine nachgelassene Baustelle Johann Bernhard Fischer von Erlachs (1656–1723) zu denken, bei der Joseph Emanuel den Intentionen des Vaters in vielem folgen konnte.
Auf den vier korinthischen Säulen ruhte ursprünglich ein reich verziertes Giebeldreieck aus Stein, das aber 1824 durch eine einfache Holzkonstruktion ersetzt worden ist, das ursprüngliche Steingesims bricht kurz dahinter ab. Die dreieckige Giebelfront zeichnet sich jedoch noch in der Konstruktion des Dachstuhls und an den beiden Figuren über dem Giebel ab.
Der Historiker und Topograph Franz Xaver Schweickhardt (1794–1858) beschreibt das Schloss 1834 folgendermaßen (gekürzt):
„Das Schloss, von einem trockenen Graben und von drei Seiten von Gärten umgeben, erhebt sich in altfranzösischem, großartigem Stile in vier Geschossen nebst einem Souterrain, durchaus massiv, mit flacher Ziegeldachung und mit seinen vier Fronten einen Hof einschließend. Die gegen Osten gekehrte Hauptfront, von welcher auf einem sehr großen Vorplatz ein steinernes Bassin mit einer fünf Klafter hoch springenden Fontaine sich befindet, wird durch ein großes Einfahrtstor und einem darüber angebrachten steinernen Balkon geziert, welchen ein eisernes Geländer umgibt, wovon als ein Meisterstück von Schlosserarbeit das Wappen des Erbauers des Grafen Enkevoirt und seiner Gemahlin, einer geborenen Gräfin Weissenwolf, prangen.
[...] Über den schon genannten Souterrains, in lichten Gewölben und Küchen bestehend, deren Fenster in den erwähnten Graben gehen, befindet sich das Erdgeschoss, wo sich zunächst dem Einfahrtstor eine prächtige, mit Säulen und steinernen Figuren geschmückte Halle ausbreitet, von welcher man links zu den Kanzleien, rechts zu dem Stiegenhaus der Hauptstiege gelangt, welche, wäre sie vollendet worden, aus lauter Marmorstufen bestanden hätte. Diesem gegenüber befindet sich die Kapelle, welche drei Altäre, eine kleine Orgel, Säulen mit marmornen Kapitälern und alle nötigen Paramente enthält. Die Altäre, von denen der Hochaltar dem Erzengel Gabriel, die beiden anderen dem heiligen Hieronymus und dem Johannes in der Wüste geweiht sind, enthalten gute Bildnisse ihrer Heiligen, die von einem italienischen Meister gemalt sind.
[...] Der über dem Erdgeschosse befindliche sogenannte Mezzaninstock (Halbgeschoss) bildet die Wohnung des Herrschaftsbesitzers, und enthält eine Reihe bequem eingerichteter, mit Meißnerischer Heizung versehener, parkettierter Zimmer, worüber sich das eigentliche Hauptgeschoss befindet, aus vielen sehr hohen Zimmern bestehend, mit Flügeltüren und Fußböden von Nussbaumholz, und mit Plafond, an denen sehr gut gearbeitete Stuckaturarbeit angebracht ist, welche aber sämtlich, so wie der zwischen ihnen gelegene große Saal, wozu der erwähnte Balkon gehört nicht ausgebaut sind, aber auch in diesem Zustande die Großartigkeit blicken lassen, mit welcher dies schöne Gebäude, wenn sein Innerstes vollendet worden wäre, geprangt haben würde. Der oberste Stock endlich war zu Gastzimmern bestimmt.
[...] Die schon erwähnten, das Schloss umgebenden Gärten, bestehen teils in englischen Anlagen, wo sich am westlichen Ende die Beamtenwohnung befindet. Außerdem führt noch vom Vorplatze des Schlosses aus eine sechs hundert Schritte lange vierfache Lindenallee gegen die nach Stockerau sich ziehende Straße, welche eine wahre Zierde für die Umgebungen des Schlosses bildet.“
Nach dem Revolutionsjahr 1848 und der Auflösung der Grundherrschaft 1849 beginnt der allmähliche Verfall des Schlosses: Es wird zweckentfremdet. Um 1870 produziert man dort Zucker, dann ist es Teil der „Prager Maschinenbau-AG“ später nutzt es Baron Eisler als Stärkefabrik, dann wieder produziert man Seife. Der Bezirkskonservator Paul Hauser schildert 1906 sein Eindrücke:
„Durch die Adaptierung des Schlosses zur Fabrik wurde dasselbe arg geschädigt. Ein hässlich vorgebautes Maschinenhaus verunziert die rechte Hälfte der Fassade, und Rauch und Dampf setzen hier dem Mauerwerk arg zu. In den oberen Räumen, die für vornehme Rokokokavaliere gebaut waren, bewegen sich jetzt Arbeiter und Arbeiterinnen und sausen die Treibriemen der Maschinen. [...] Der feuchte Dunst, der in den Räumen herrscht, hat die schönen Öfen trotz ihrer Verschalung fast ganz zerstört. Die Stuckplafonds sind entweder teilweise für den Durchlass von Treibriemen oder Drahtleitungen durchlöchert oder, wo erreichbar, mit Bleistift verkritzelt.“
1910 kauft es der Industrielle Guido Bunzl „auf Abbruch“, verwirft diese Absicht aber. Viele der wertvollen Ausstattungsdetails werden aber durch Bunzl an öffentliche oder private Interessenten verkauft. Die barocken Figuren des Schlossparks werden in andere Schlösser und Parks verbracht, beispielsweise einige Figuren nach Schloss Klessheim in Salzburg, viele Vasen samt Sockeln nach Schloss Leopoldskron, eine Figur der Diana ins Barockmuseum Salzburg, die beiden Sphingen nach Schloss Baumgarten bei Mautern, die Ceres nach Schloss Litzlberg, zwei weitere Figuren in Wiener Palais.
In der „Gartenzeitung“ erscheint 1934 der Artikel „Eine Gartenelegie“ Darin schreibt Rudolf Khoss-Sternegg über das Schloss:
„Der Anblick der sich nun bot, musste allerdings auf das höchste überraschen! Durch alte Platanen beinahe verdeckt, wuchs eine riesenhafte Palastfassade auf, über den mit reichen Schmiedegittern verzierten Toren durch himmelsstrebende Säulen gegliedert. Die Architektur von einer Größe und Pracht, wie sie uns sonst wohl an fürstlichen Stadtpalästen begegnet – und doch schien auch hier etwas nicht ganz richtig zu sein. Die Fenster des Hauptgeschosses umschlossen dunkle, mit Brettern verschlagene Höhlen und an Stelle der blumenbekränzten Giebel trugen sie unfertige, roh überbossierte Werkstücke eingesetzt. Aber welch reiches frohbewegtes Leben musste hier einstmals geherrscht haben! Gruppen entzückender Putten trieben auf der Brüstung des Wassergrabens ihr loses Spiel und an der Torbrücke hielten zwei festlich aufgeputzte Sphinxen in gelassener Ruhe Wacht. Dort aber, wo eine Balustrade den Vorplatz gegen den Garten abschloss, standen riesige Prunkvasen im Dickicht versteckt und drinnen im Park, dessen malerische Baumwildnis nichts mehr von der Planmäßigkeit der ursprünglichen Anlage ahnen ließ, erhoben sich, von dem Wirrsal wild aufsprießender Schösslinge fast erstickt, zwei Entführungsgruppen von elementarer Gewalt. Beim Ausgang fiel mein Blick auf zwei Fechtergestalten zu seiten des Tores, die hier am Ende einer alten Kastanienallee im mutigen Zweikampf die Arme kreuzten.“
Der jüdische Besitzer Guido Bunzl wurde von den Nationalsozialisten 1938 enteignet und in Polen ermordet. Das Schloss wurde dem Oberfinanzpräsidenten von Wien und Niederdonau zur Verwaltung übertragen, 1939 war es unter Denkmalschutz gestellt und ab 1943, um es vor dem durch den Oberfinanzpräsidenten geplanten Abbruch zu retten, als „Luftschutzbergungsort und Kunstdepot“ mit der Begründung vorgeschlagen worden, „dass Schloss Thürnthal von Natur aus mit seinen graugrünen Dächern zwischen den hohen Parkbäumen gut getarnt erscheint und von Fliegern nicht leicht erkannt wird.“ Ab 1943 wurden im Schloss geraubte Kunstschätze aus Frankreich untergebracht, darunter u. a. Teile der Sammlung Rothschild, Teile der Sammlung Lanckoronski oder der Beethovenfries von Gustav Klimt. Ebenfalls wurden Kunstgüter, die im Stift Kremsmünster und im Schloss Kogl (Attergau) durch den Einsatzstab Reichsleiter Rosenberg im Zuge der „Aktion Berta“ geraubt und dort gelagert waren, hierher verlagert. Die behelfsmäßige Rohziegelvermauerung der hohen Bogenfenster der Bel Etage diente als Schutz vor Bombensplittern. Während des Zweiten Weltkrieges waren im Schloss französische und belgische Kriegsgefangene einquartiert. 1950 wurde das Schloss den Nachkommen des von den Nationalsozialisten enteigneten rechtmäßigen Besitzers rückerstattet.
Schließlich erwarb die Firma Franck und Kathreiner aus Linz, die in Thürnthal Zichorien zu Kathreiner Malzkaffee bzw. Caro-Kaffee verarbeitete, das Schloss, das nun, funktionslos und stark mitgenommen, endgültig Anhängsel des landwirtschaftlichen Betriebes wurde. Nach dem Verkauf der Firma Franck und Kathreiner an Nestlé wurde das Schloss 1975 an die Wiener Großbauern Helmut Schick und Johann Trunner veräußert. 1984 übernahm der Großbauer Erwin Stauber den herrschaftlichen Besitz. Gerhard Zehethofer kaufte 1998 das Schloss sowie rund 9.000 m² rund um das Schloss.